# Ebert Wolf der Jüngere

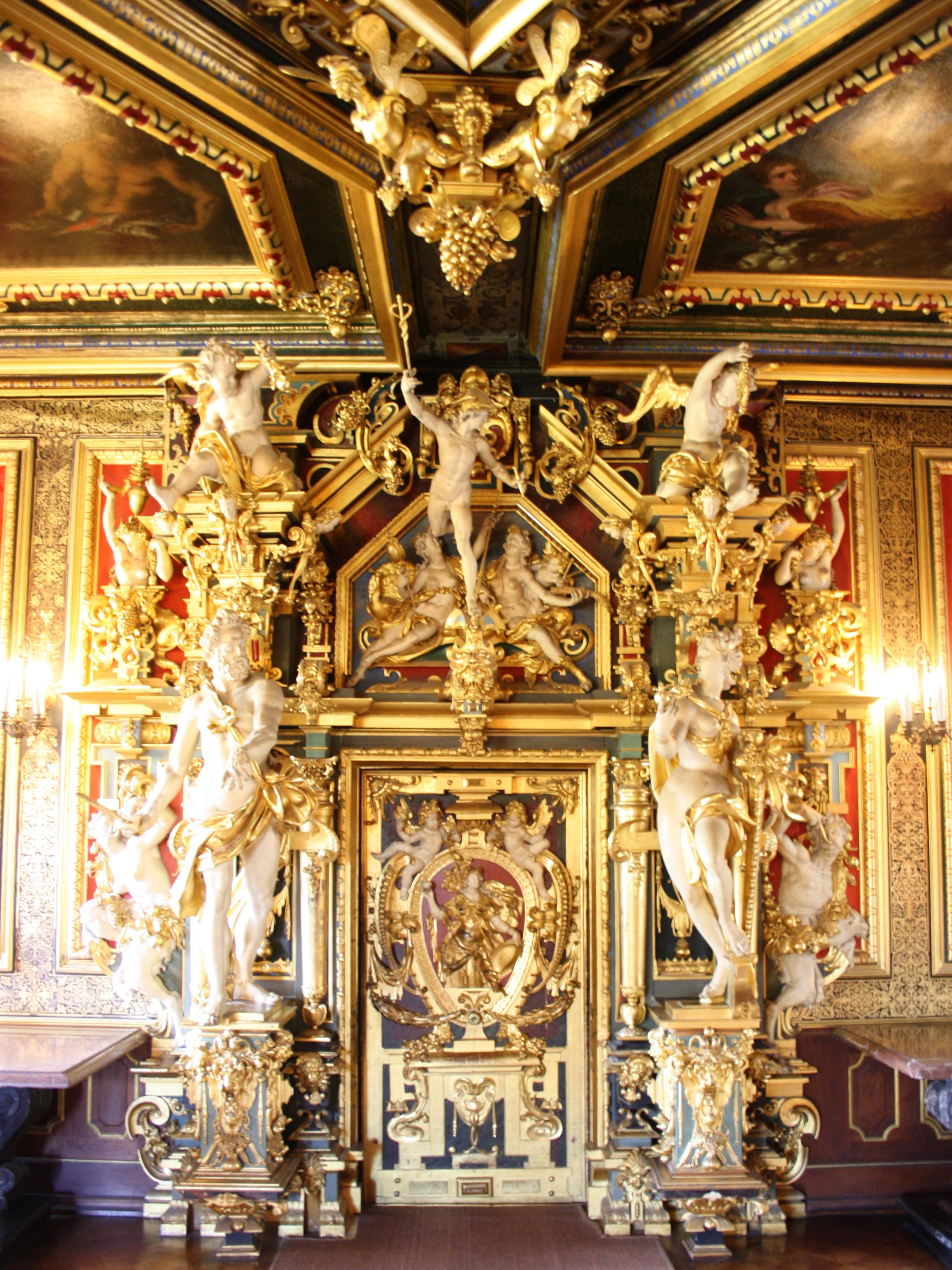
Die „Götterpforte“, Prunktür im Goldenen Saal von Schloss Bückeburg

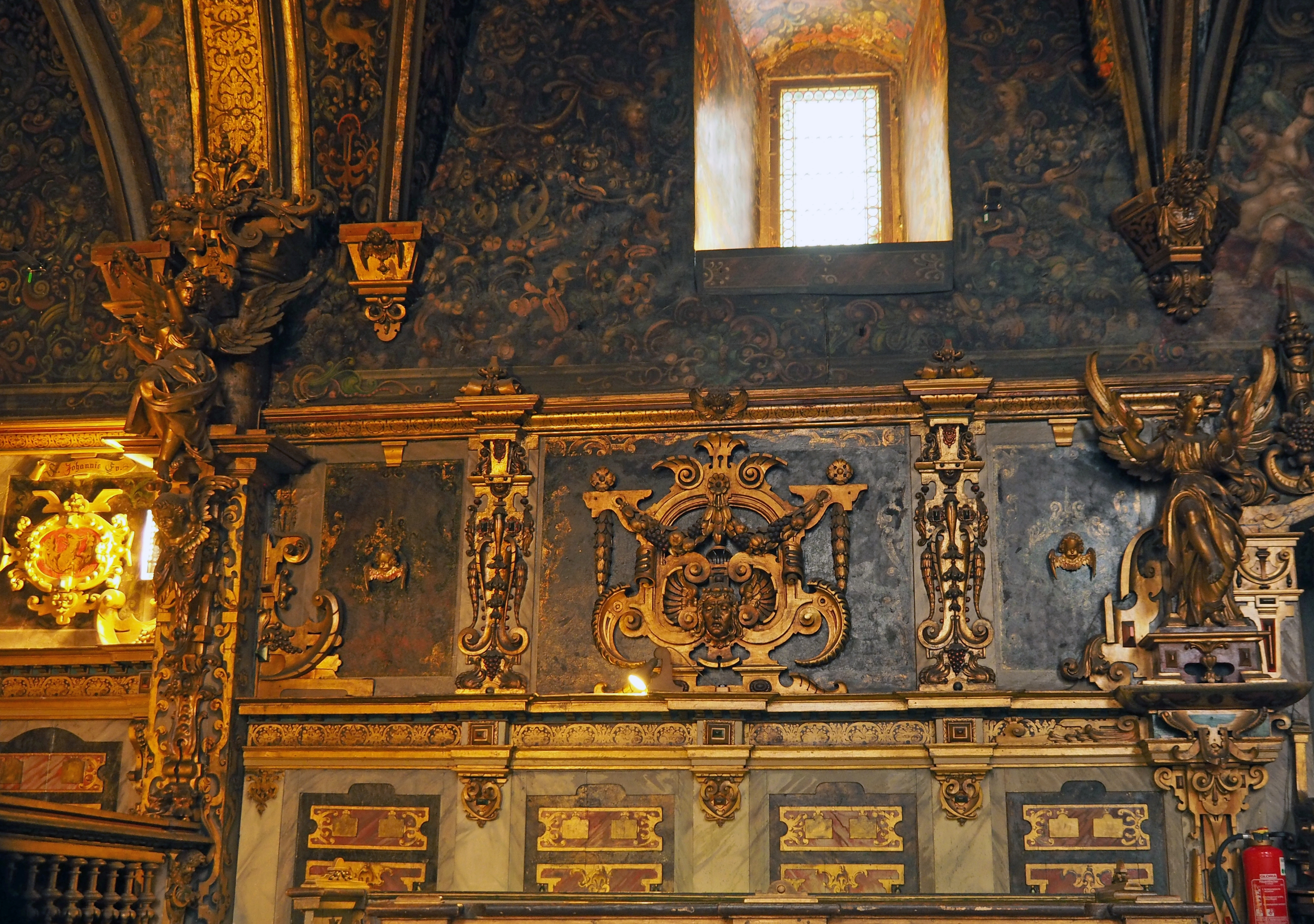
Die Holzdekorationen unter dem Kreuzrippengewölbe der Bückeburger Schlosskapelle schuf Ebert Wolf d. J. mit seinem Bruder Jonas

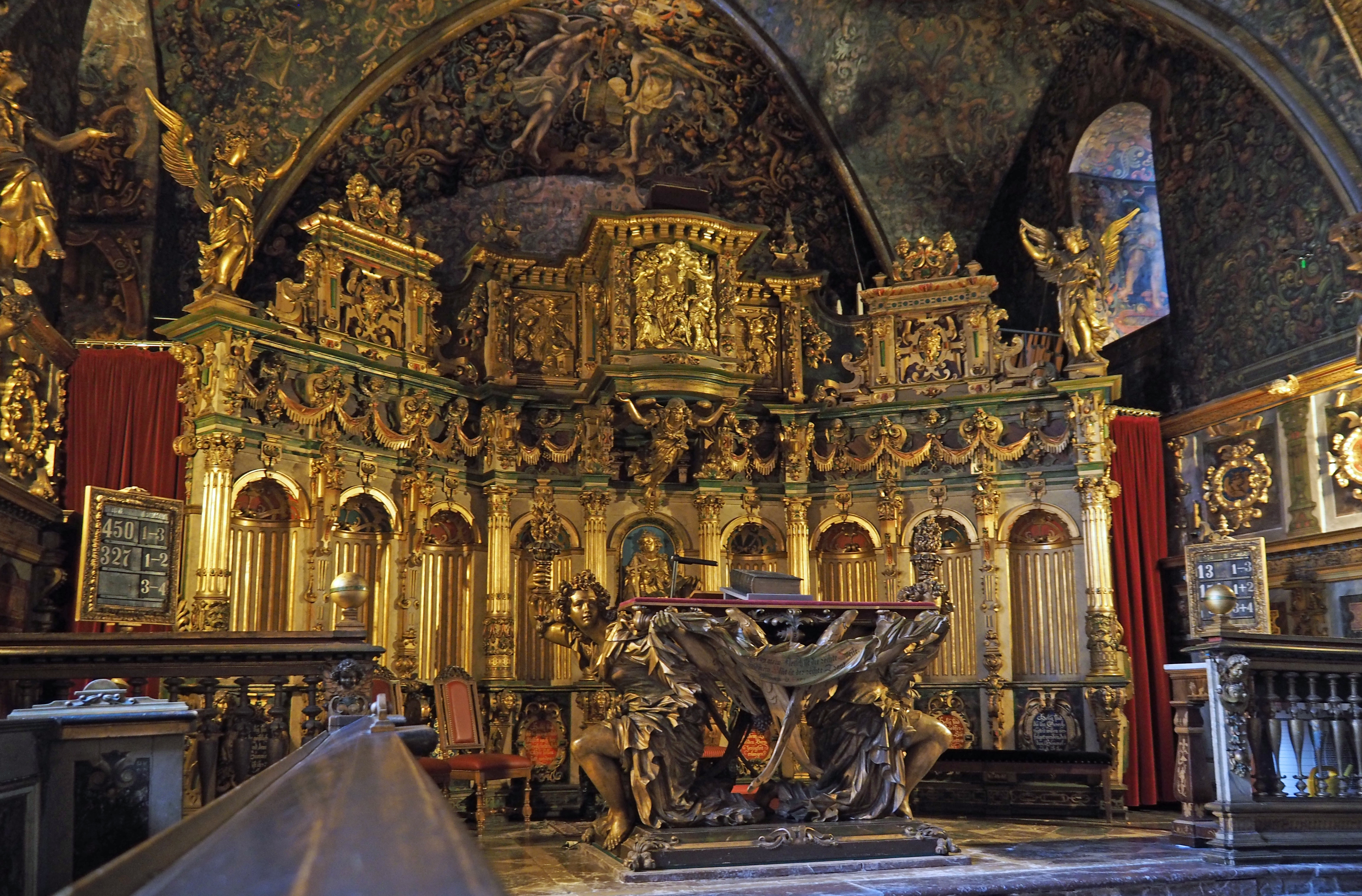
Blick auf den Altartisch in der Schlosskapelle und die Kanzel, von Ebert Wolf d. J. und seinem Bruder Jonas geschaffen

Ebert Wolf der Jüngere (* um 1560 in Hildesheim; † 1608/1609 ebenda) war ein deutscher Bildhauer der Renaissance.

## Leben und Werk
Wolf der Jüngere war der Sohn des Bildhauers Ebert Wolf des Älteren und der Bruder von Jonas Wolf und Hans Wolf.
Er wurde 1591 erstmals in den Schoßregistern von Hildesheim erwähnt, wo er zunächst als Mitarbeiter seines Vaters unter dessen Monogramm EBW zahlreiche Grabsteine schuf, von denen er die jüngeren allein gestaltete.
1603 ging er mit seinem Vater und seinen Brüdern nach Bückeburg, um in die Dienste von Graf Ernst III. zu Schaumburg zu treten.
Zu den Werken Wolfs zählen
- für die Kapelle von Schloss Bückeburg
  - ein Altartisch
  - sowie – gemeinsam mit seinem Bruder Jonas[3] – drei Kanzelreliefs für die Kapelle,
  - und, ebenfalls mit Jonas, die Holzdekorationen unter dem Kreuzrippengewölbe, sowie[4]
- die Prunktür des Goldenen Saales im Bückeburger Schloss.